# Zarza-Capilla
Zarza-Capilla là một đô thị ở tỉnh Badajoz, cộng đồng tự trị Extremadura, Tây Ban Nha. Theo điều tra dân số 2004 của Viện thống kê Tây Ban Nha (INE), đô thị này có dân số là 393 người. Diện tích đô thị này là 92 ki-lô-mét vuông. Đô thị này nằm ở độ cao 579 m trên mực nước biển.